# Moodyz
Moodyz, también conocido como Mr. President, es una productora y distribuidora de cine para adultos japonés.

## Información sobre la empresa
El sitio web de Moodyz se puso en línea en marzo de 2000 y la empresa lanzó sus primeros vídeos en septiembre de ese año, empezando por Costume Princess, protagonizado por Maiko Yuki. Una de las primeras estrellas del estudio fue la AV Idol Bunko Kanazawa, que apareció en su propia entrega de la serie Costume Princess en diciembre de 2000. En octubre de 2002, la fortuna de la empresa se vio impulsada por la firma de un contrato exclusivo con An Nanba para Moodyz, que comenzó con su vídeo debut Number.1!.
Para conmemorar su quinto aniversario, en septiembre de 2005, el estudio estrenó el drama fantástico A Queendom of Eros, dirigido por KINGDOM y protagonizado por Chihiro Hara, Azusa Ayano, Jun Seto, Miki Komori, Shuri Himesaki y Yuna Takizawa.Los elaborados decorados y el atrezzo de la obra la convirtieron en uno de los vídeos para adultos más caros producidos.
Moodyz forma parte del gran conglomerado audiovisual Hokuto Corporation, que distribuye los vídeos producidos por Moodyz a través de ventas al por menor y por correo y descarga digital desde su portal DMM.com. La directora y representante de la empresa Moodyz es Hitomi Niwa.
La empresa produce unos 30-35 nuevos lanzamientos y vídeos recopilatorios al mes y en septiembre de 2011 el sitio web de DMM enumeraba más de 4 000 títulos en DVD y más de 1 200 cintas VHS disponibles bajo el nombre de Moodyz.

## Sellos
Moodyz produce varios géneros de vídeos bajo diferentes sellos. Estos van desde softcore glamour hasta hardcore escenas con bukkake, gokkun, sexo anal, violación simulada y pornografía interracial con actores negros. A continuación se enumeran las etiquetas utilizadas por Moodyz a lo largo de los años.
- ACID
- ALL
- Art Mode - temática nanpa amateur nanpa
- ASS
- BEST - compilaciones
- BOMB
- Collection
- DIVA
- EDGE
- ES - Dominación y fetichismo
- Fresh - nuevas actrices
- Gati - producciones de bukkake, gokkun y sexo anal
- Goro Tameike - actrices maduras (MILF)
- GREAT
- Honey
- IMAGE
- Imperial
- ISM
- Joker
- Killer
- Legend - con AV Idols populares
- Lover Soul
- MODERATO
- NEW - con actrices debutantes
- OH - bukkake e interracial
- President
- QUEST
- REAL - con actrices populares
- REPLAY - compilaciones de bajo precio
- TOKKAR
- VALUE - vídeos bargain
- WILD - hardcore, anal, micción y escenas de violación

## Directores
Entre los directores de AV que han trabajado con el estudio figuran:
- [Jo]Style
- Hideto Aki
- FLAGMAN
- Katsuyuki Hasegawa
- Hiroa
- KINGDOM
- Alala Kurosawa
- Kazuhiko Matsumoto
- Kenzo Nagira
- Fubuki Sakura
- Taikei Shimizu
- Goro Tameike
- Tadanori Usami
- Bunchou Yoshino

## Actrices
Algunas AV Idols del porno japonés que han actuado para Moodyz han sido:
- Yua Aida
- Hotaru Akane
- Rin Aoki
- Minami Aoyama
- Yui Haruka
- Hikari Hino
- Rinako Hirasawa
- Bunko Kanazawa
- Mariko Kawana
- Hikari Kisugi
- Kirari Koizumi
- Mayu Koizumi
- Marina Kyono
- Nei Nanami
- Saya Misaki
- Momoka
- Ran Monbu
- Kyoko Nakajima
- An Nanba
- Momoka Nishina
- Nao Oikawa
- Maria Ozawa
- Nao Saejima
- Sayuki
- Izumi Seika
- Manami Suzuki
- Hitomi Tanaka
- Maki Tomoda
- Aki Tomosaki
- Tsubomi
- Akira Watase
- Sally Yoshino
- Makoto Yuki
- Anri Okita
- Shiori Kamisaki